# Dysglyptogona morada
Dysglyptogona morada är en fjärilsart som beskrevs av Felder 1874. Dysglyptogona morada ingår i släktet Dysglyptogona och familjen nattflyn. Inga underarter finns listade i Catalogue of Life.